# Haroonabad
Haroonabad är en stad i distriktet Bahawalnagar i den pakistanska provinsen Punjab. Folkmängden uppgick till cirka 110 000 invånare vid folkräkningen 2017.